# Karl Heckmann (Heimatforscher)
Karl Heckmann (* 19. Januar 1866 in Nümbrecht; † 1943 ebenda) war ein deutscher Heimatforscher.

## Leben
Karl Heckmann wurde am 19. Januar 1866 als Sohn des Nümbrechter Gastwirtes und Bäckers Johann Heinrich Heckmann geboren. Nach dem Studium der Geschichte, Erdkunde und Germanistik an der Universität Bonn und einer Studienreise nach Mexiko arbeitete Heckmann als Gymnasiallehrer in Wuppertal. Erst die Pensionierung im Jahr 1928 stellt den Beginn der eigentlichen Forschungsarbeiten dar, die in mehreren Werken Niederschlag fanden und ihn auch diverse historische Stücke auffinden ließen, so z. B. Oblaten-Siegel aus dem 16. Jahrhundert. Im heimatlichen Nümbrecht schloss sich 1943 sein Lebenskreis und er starb in dem Hause, in welchem er auch geboren wurde. Sein Grab befindet sich auf dem Friedhof in Nümbrecht, welches vom Heimatverein gepflegt wird. Auf seinem Grabstein steht folgender Spruch von Fontane: „Der ist in tiefster Seele treu, wer die Heimat liebt wie du.“

## Werke
- Die Reformation in der ehemaligen Herrschaft Homburg an der Mark. Martini & Grüttesien, Wuppertal-Elberfeld 1934.
- Schloß Homburg im Oberbergischen. Mit 2 Lageplänen und 20 Abbildungen. Martini & Grüttesien, Wuppertal 1934.
- Geschichte der Herrschaft Homburg. Röhrscheid, Bonn 1939.

### Aufsätze
- Der Siegburger Vergleich … In: Zeitschrift des Bergischen Geschichtsvereins. 61, 1932–1933, S. 55 ff.
- Umfang und Inhalt der landesherrlichen Gewalt der Herren von Homburg vor dem Siegburger Vergleich von 1604., In: Rheinische Vierteljahrsblätter. 5, 1935, S. 159–175.